# La Bâtie-des-Fonds
La Bâtie-des-Fonds là một xã thuộc tỉnh Drôme trong vùng Auvergne-Rhône-Alpes đông nam nước Pháp. Xã La Bâtie-des-Fonds nằm ở khu vực có độ cao từ 872-1640 mét trên mực nước biển.